# Colonisation slave du nord-est de la Russie

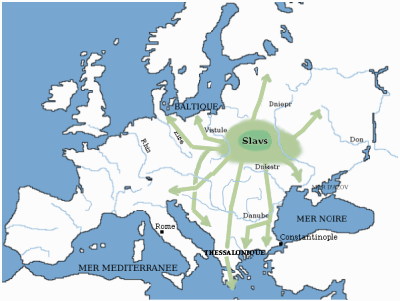
Origine et expansion des Slaves.

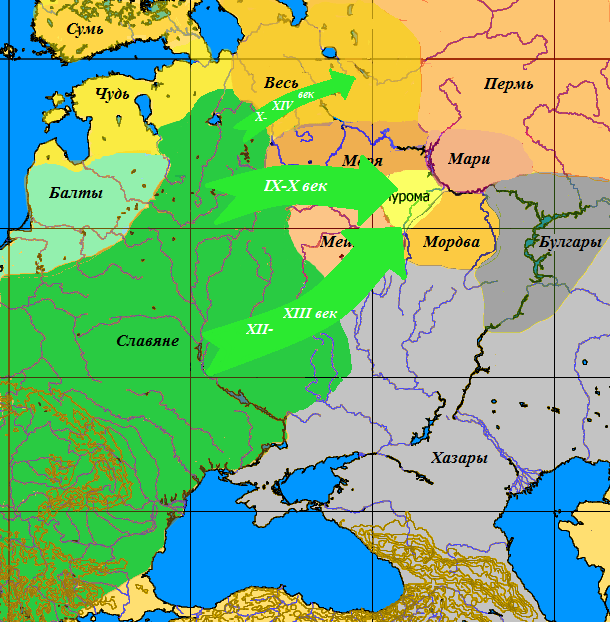
Carte des vagues de migration slaves.

La colonisation slave du nord-est de la Russie (en russe : Славянская колонизация Северо-Восточной Руси) est le processus de colonisation par les Slaves de l'interfluve Volga-Oka et du Nord de la Russie qui a commencé au VIe siècle pour se terminer à la fin du Moyen Âge. Avant l'arrivée des Slaves, la population de ces terres était Baltes dans la partie occidentale et finno-ougrienne. La colonisation slave de ces espaces a entraîné l'apparition des premières principautés russes, et a posé les bases à la Russie moderne, en créant le tout premier État fort que fut la principauté de Vladimir-Souzdal en Opolié.

## Conditions naturelles

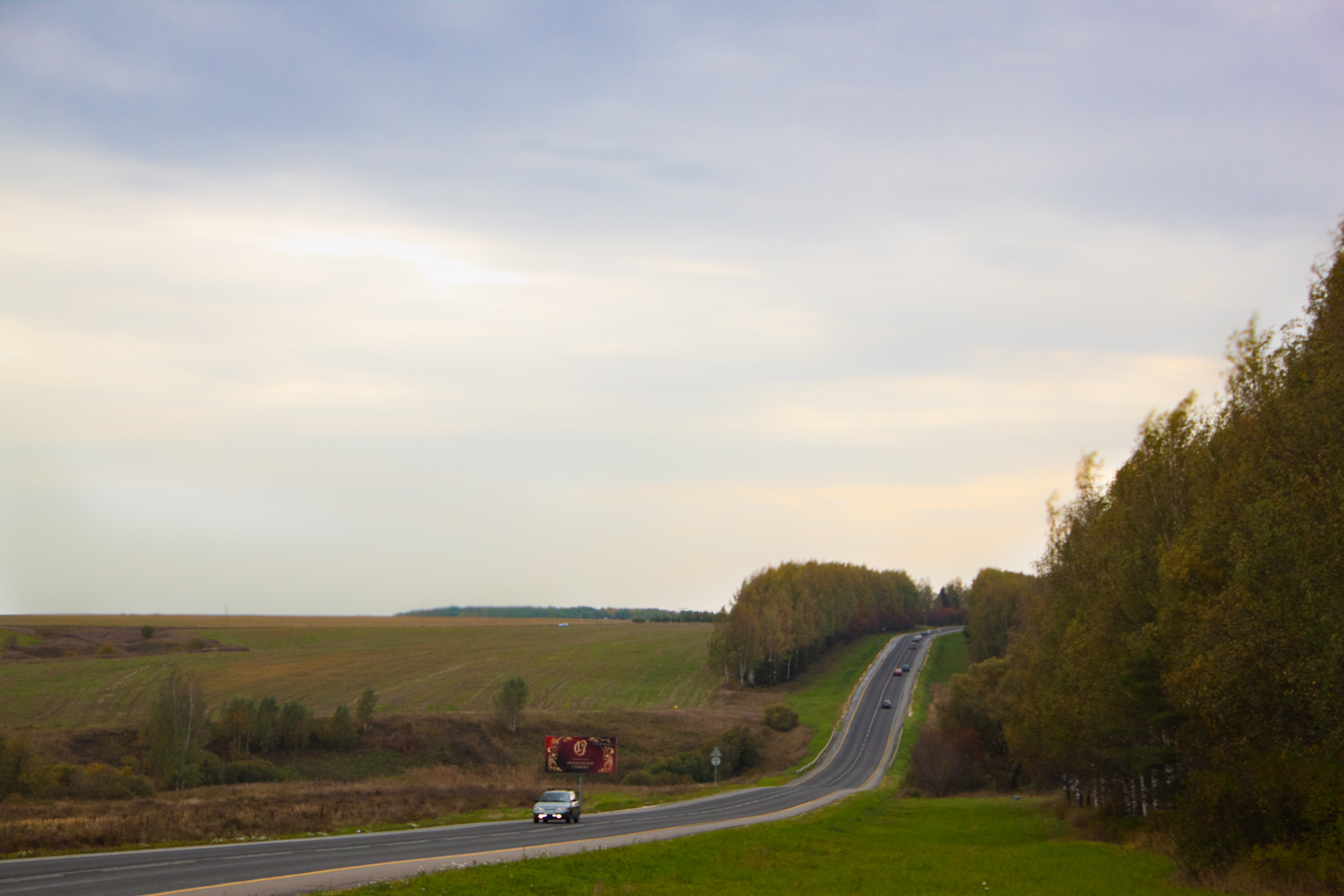
Paysage de l'Opolié près du village de Borissovskoïe.

Le noyau historique du territoire de Rostov-Souzdal, où les vagues de migrations se sont dirigées, était situé dans la région naturelle d'Opolié, région agricole riche et plate possédant un sol riche en terres noires, sols très fertiles, permettant des rendements exceptionnel dans l'agriculture. Les Slaves sont arrivés dans l'Opolié pendant l'optimum climatique médiéval entre le Xe et le XIIIe siècle, où la superficie forestière a diminué et les températures chaudes et stables ont permis d'avoir des récoltes agricoles abondantes. L'optimum a conduit à une augmentation de la population et ainsi à la création de nouveaux espaces agricoles. De plus, cela a agi comme un catalyseur, favorisant encore plus la migration des Slaves mais aussi l'installation d'autres peuples dont les Allemands.

## Chronologie
La colonisation slave du nord-est de la Russie a été caractérisée par plusieurs vagues migratoires. Les principales voies de migration à cette époque étaient les rivières (par l'eau l'été ou sur la glace l'hiver), car les routes n'étaient pas encore construites. À cette époque, ce qui est aujourd'hui le nord-est de la Russie était couvert de forêts impénétrables, semblables à la taïga actuelle,.

### Première vague médiévale desVIe–IXesiècles
Les première colonies slaves, comme le montre les matériaux archéologiques, se sont formées de manière spasmodiques. Des groupes de Slaves se sont détachés des groupes principaux vivant en Ukraine pour aller s'enfoncer assez loin dans le Nord-est de la Russie comme vers Bezvodnoïe sur la Volga (actuel oblast de Nijni Novgorod) ou vers le village de Popovo (ru) sur l'Ounja (actuel oblast de Kostroma). Ces premières populations vivaient dans l'isolement. Leurs colonies étaient simples, et ils avaient des champs funéraires, alors que les vagues suivantes eurent des kourganes. Déjà à cette période, ces Slaves avaient une influence importante sur les populations finno-ougriennes, diluant les cultures de ces derniers. C'est à ce moment-là que les Slaves fondent leurs premières villes, avec Rostov, Beloozero et Mourom en 862 selon la Chronique des temps passés.

### Vague de migration tribale

Carte ethnique et tribale de la Russie au Xe siècle.

Aux IXe et Xe siècles, la colonisation du nord-est par de grandes tribus slaves a commencé.
Ainsi le long de la Volga, les Krivitches sont arrivés par le nord et l'ouest ans la région de l'interfluve Volga-Oka, influençant la population de l'Opolié. Quant aux Slaves de Novgorod (aussi appelés Slaves Ilmen ou Slovènes), ils se sont installés dans des terres plus serptentrionales, dont la région du Lac Blanc. Ces Slaves donneront par la suite naissance aux populations Pomors, qui se dirigeront elles vers la mer Blanche. Dans la partie sud de l'oblast de Moscou et dans la région de Riazan, les Viatitches ont été les principaux à s'installer. Ces derniers descendirent l'Oka jusqu'à la région de Riazan, atteignirent la rivière Pronia et remontèrent également la Moskova. Par ailleurs, des Radimitches (ru) s'installèrent aux mêmes endroits que les Viatitches, tout comme des Slaves du Don (ru).

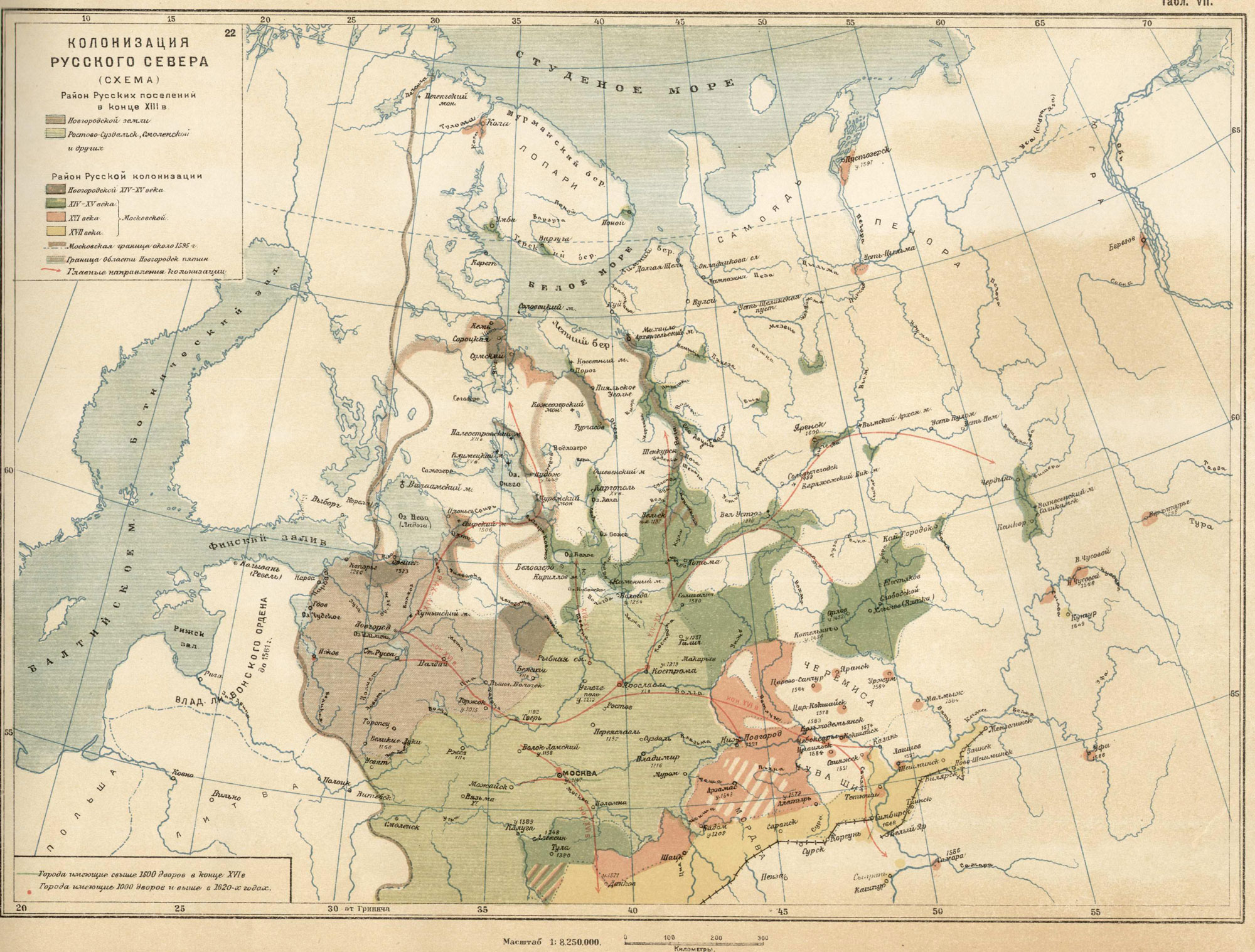
Étapes de la colonisation du nord de la Russie. Schéma de 1929.

La frontière entre les zones de peuplement des Viatitches et des Krivitches, selon les découvertes archéologiques, longeait le bassin versant de la Moskova et la Kliazma. La zone de Moscou se trouvait ainsi chez les Viatitches, comme le montre les objets de cette tribu retrouvée sur la colline Borovitski (ru). Mais les Viatitches n'ont presque pas colonisé l'Opolié, car ne maitrisant qu'une partie de la rivière Oka. Dans la partie basse de l'Oka, la population slave est venue du nord et non de l'ouest, en descendant la Nerl et la Kliazma, faisant que la population était Krivitches.
Outre l'optimum médiéval et les richesses agricoles, la région de l'interfluve avec l'Opolié était attractive en raison de la forte demande de fourrures, fourrures exportées à l'international. Par ailleurs, les voies commerciales ont favorisé la christianisation de la Rus' de Kiev.

### Vagues migratoires depuis la Russie du Sud

#### Avant l'invasion mongole
La deuxième vague importante fut la migration de la population du sud de la Russie vers le territoire de Rostov-Souzdal, qui eut lieu aux XIIe et XIIIe siècles. Aux raisons ci-dessus se sont ajoutés des processus d'importance générale pour le déclin de la Russie du Sud :
- l'apogée des guerres féodales pour le trône grand-princier de Kiev ;
- raids réguliers des nomades des steppes (jusqu'au début du XIIIe siècle, 46 raids des Coumans sur les terres du Dniepr ont été notés dans les chroniques[1],[7]) ;
- Asservissement juridique (serfs) et économique importante de la population commune[8] ;
- l'extinction d'une partie importante du commerce le long du Dniepr en raison de l'affaiblissement de Constantinople et du danger de passage des terres coumannes[8].

Les chroniques notent également l'apparition sous Vladimir II Monomaque d'une « route directe » reliant le sud de la Russie à la Zalessié à travers les forêts de Briansk auparavant difficilement praticables  . Cela a grandement facilité la communication directe des terres de Kiev avec les terres de Vladimir-Souzdal, qui était auparavant réalisée en contournement, le long de la route Dniepr-Volga avec un portage à Valdaï.

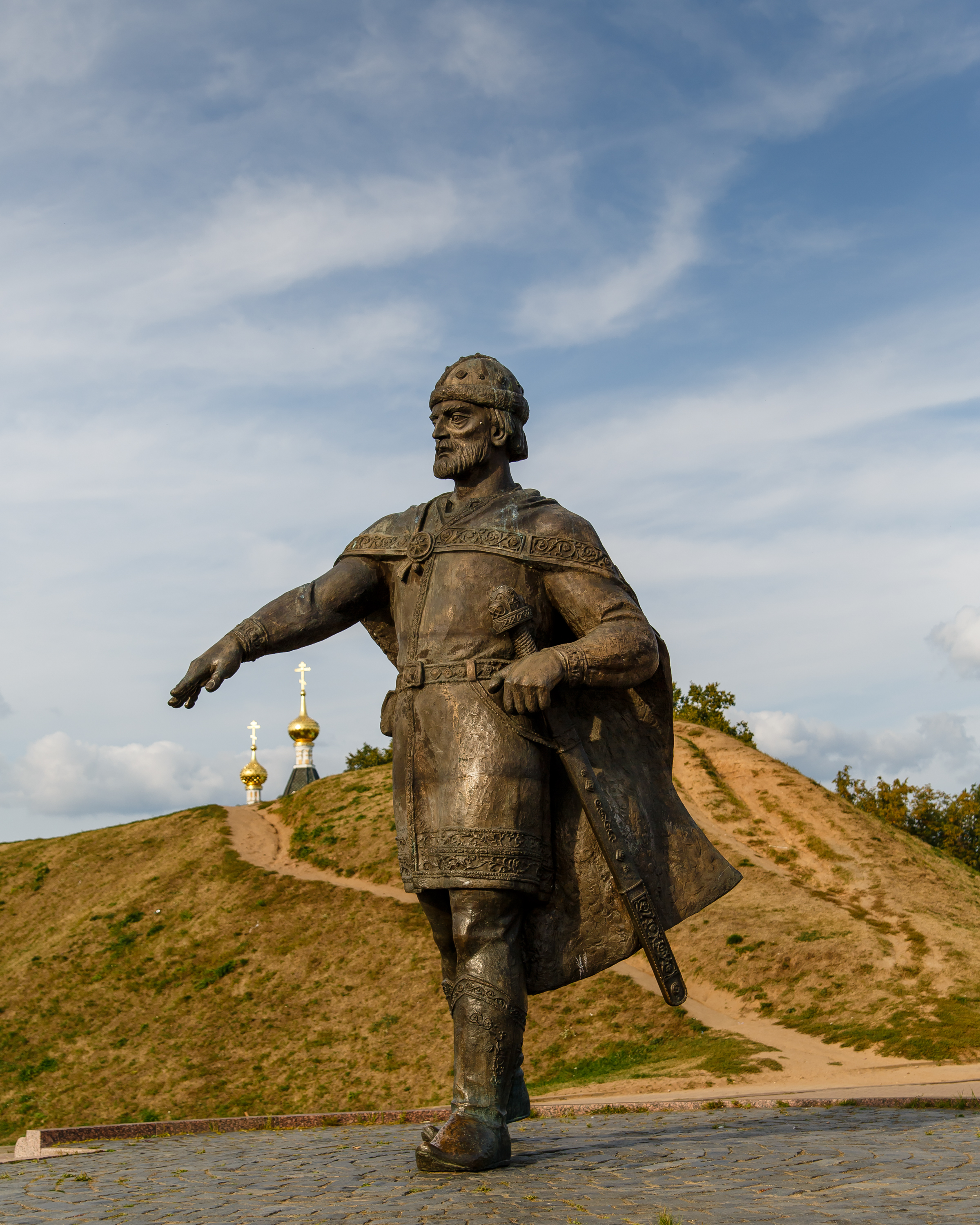
Statue de Iouri Dolgorouki au kremlin de Dmitrov.

Contrairement à la colonisation slave des terres baltes de la région supérieure du Dniepr, qui a eu lieu aux VIe – VIIIe siècles, les historiens notent dans le cas de l'interfluve Volga-Oka non seulement une réinstallation spontanée, mais aussi organisée de manière féodale. Dans les conditions féodales de ce qu'était la Russie alors, la colonisation, en particulier lors de la vague migratoire du sud de la Russie, reposait déjà sur des villes fortifiées et des escouades armées. Les découvertes archéologiques de cette époque indiquent que les nouveaux centres d'établissement qui émergeaient dans le nord-est de la Russie étaient déjà à la fin des Xe et XIe siècles contrôlés par les autorités princières et jouissaient d'un statut élevé. L'un des partisans les plus actifs de la réinstallation et le fondateur de nouvelles villes était le fils de Vladimir Monomakh, le prince de Rostov-Souzdal Iouri Dolgorouki. Il recruta de nouveaux colons et leur accorda « un prêt considérable ». Les artisans, les commerçants et le clergé étaient activement impliqués. Les paysans bénéficiaient du statut d'agriculteurs libres, ce qui était assez rare dans le sud de la Russie, où la population était fortement asservie sur le plan juridique et économique . Le fils de Iouri, Andreï Bogolioubski, était également célèbre pour ses activités colonisatrices.

#### Après l'invasion mongole
Après l'invasion mongole de la Rus' de Kiev, le prince Iaroslav III de Vladimir fut reconnu par Batu-Khan (1205-1255) comme « le plus ancien prince de langue russe », ce qui assurait la sécurité de ses terres jusqu'en mai 1252, lors de la campagne de Neriouï (ru) contre André II de Vladimir. Les chroniques contiennent un certain nombre de documents sur le retour de la population sur les terres de Vladimir détruites par les Mongols, sur la restauration des villes et la nouvelle vie des villages, sur les actions du nouveau grand-prince  Iaroslav III de Vladimir pour restaurer l'économie et l'administration. La réinstallation des principautés du sud vers les terres de Vladimir commence, dévastée par les raids continus non seulement de la Horde, mais aussi de la Lituanie,.
Au tournant des XIIIe et XIVe siècles, en raison de la prochaine dévastation de la région du Dniepr moyen et de Kiev par le Khan Toqtaï, une autre vague de migrations en provenance de Kiev, de Tchernigov et d'autres principautés du sud de la Rus' fut notée, qui comprenait également une partie de la noblesse locale avec des escouades,. Cela comprenait le déménagement du métropolite Maxime de Kiev à Vladimir-sur-Kliazma en 1299 et cela peut s'expliquer par la moindre échelle de dévastation et le rythme plus rapide de la restauration du nord-est de la Russie. Les descendants de cette vague de réinstallation étaient de nombreuses familles nobles russes, telles que les Plechtcheïev, les Ignatiev, les Jerebtsov, les Piatov, les Izmaïlov, les Boulgakov , les Poustoroslev, les Tchilovski, les Kvachnine, les Samarine et d'autres.

#### Traces en toponymie
L'afflux massif de personnes en provenance du sud de la Russie est mis en évidence par de nombreux exemples de toponymie et d'hydronymie du Sud dans le nord-est de la Russie.
Les colons du Sud de la Rus' de Kiev ont donné les noms de leurs villes natales au nord-est de la Russie : Pereiaslav, Starodoub, Zvenigorod, Iouriev, Przemyśl et Belgorod qui ont chacune données des noms à d'autres villes du nord-est. Pour l'hydronymie, les noms se sont aussi propagés. Ainsi le Troubej, affluent du Dniepr, est aussi un affluent de l'Oka et un affluent du lac Plechtcheïevo.

### Les premières mentions ou fondations de villes du nord-est de la Russie

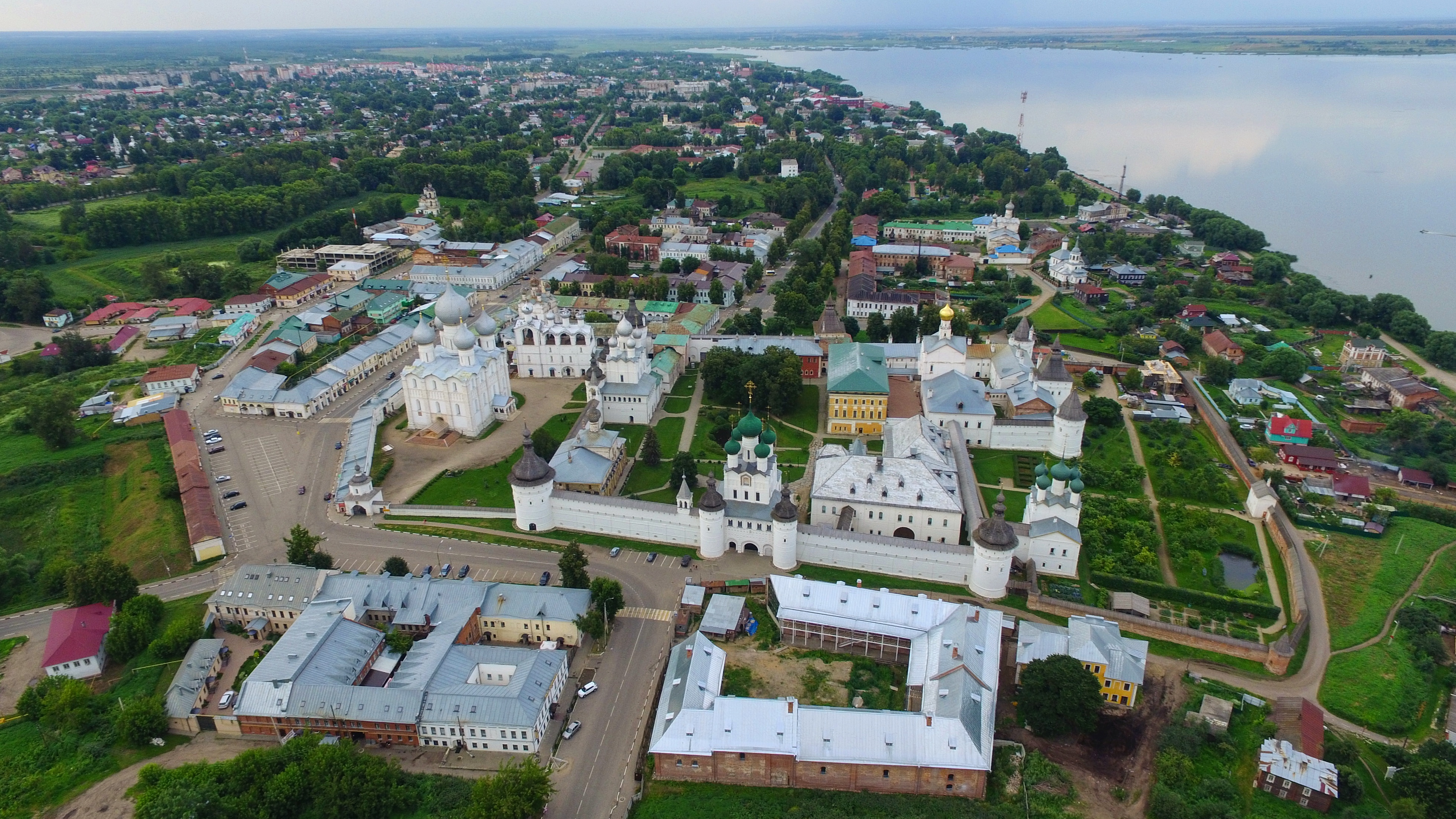
Kremlin de Rostov, dans une des villes les plus anciennes de Russie.

Les noms anciens sont utilisés dans la liste ci-dessous. Par exemple, Oust-Cheksna s'appelle désormais Rybinsk.
- 862 : Rostov
- 862 : Beloozero
- 862 : Mourom
- 937 : Ouglitch
- 990 : Souzdal
- 1010 : Iaroslavl
- 1071 : Oust-Cheksna
- 1094 : Mstislavl
- 1095 : Pereïaslavl-Riazanski
- 1096 : Staraïa Riazan
- 1108 : Vladimir-sur-la-Kliazma
- 1131 : Pronsk
- 1134 : Ksniatine
- 1134 : Doubna
- 1135 : Volok Lamski
- 1139 : Iaropolch-Zalesski
- 1139 : Tver
- 1139 : Torjok
- 1146 : Zaraïsk
- 1146 : Toula
- 1147 : Beliov
- 1147 : Moscou
- 1147 : Vologda
- 1147 : Techilov
- 1152 : Zvenigorod
- 1152 : Pereslavl-Zalesski
- 1152 : Iouriev-Polski
- 1152 : Gorodets
- 1152: Przemysl
- 1152 : Starodoub-sur-Kliazma
- 1152 : Kostroma
- 1153 : Rostislavl
- 1154 : Dmitrov
- 1155 : Belgorod-Riazan
- 1158 : Bogolioubovo
- 1158 : Gorokhovets
- 1159 : Galitch
- 1177 : Kolomna
- 1207 : Veliki Oustioug
- 1221 : Nijni Novgorod

## Données archéologiques

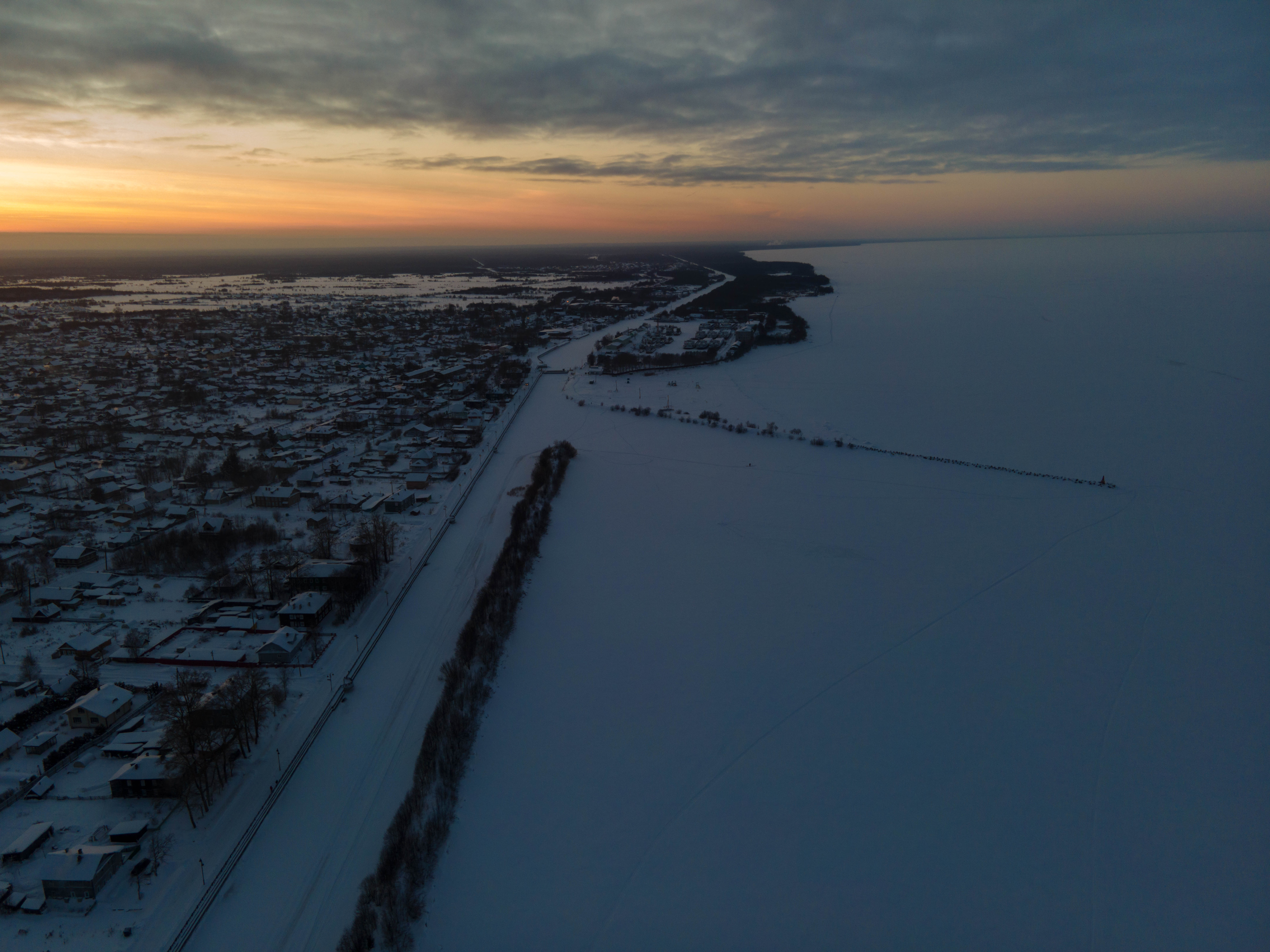
Belozersk et le Lac Blanc en hiver.

Selon les données des recherches archéologiques, dans lesquelles, grâce à de nouvelles méthodes, il est devenu possible d'étudier non seulement les villes, mais aussi les villages, dans le nord-est de la Russie, la seconde moitié du Xe siècle a été caractérisée par une croissance intensive de le nombre et la taille des établissements ruraux, qui ont atteint leur plus forte augmentation entre le XIIe et la première moitié du XIIIe siècle. Par contre, il existe une densité extrêmement faible d’habitations et d’artefacts datant d’époques antérieures. Les zones les plus étudiées archéologiquement du nord-est de la Russie sont l'Opolié, ainsi que les environs du lac Blanc et de la rivière Cheksna. Dans l'Opolié, il y a une très forte densité de sites archéologiques, selon les estimations modernes, environ deux mille, dont la grande majorité concerne la période entre le XIIe et le XIIIe siècle. La densité de population à proximité du Lac Blanc est nettement inférieure, mais même là, des signes de croissance significative apparaissent au cours des XIIe et XIIIe siècles.
Les villages étaient, en règle générale, des établissements stables à plusieurs cours avec des bâtiments résidentiels à colombages et des champs hors sol. Ici, ils fondaient du fer, fabriquaient des outils, des articles ménagers et des bijoux à partir de fer, de métaux non ferreux, etc. La création d'un réseau de nouvelles implantations s'est accompagnée d'un développement agricole intensif des territoires environnants et de la formation d'un paysage agricole. Dans l'Opolié, à partir du IXe siècle, on peut tracer une réduction progressive des superficies occupées par la forêt, et par rapport au XIIe siècle, cet indicateur indique une restructuration complète du couvert végétal, avec un défrichement massif ; les paysages agricoles sont devenus prédominants.
De riches découvertes de pièces de monnaie, de bijoux, d'ustensiles ménagers et d'armes, y compris celles d'origine étrangère (souvent du Moyen-Orient et de l'Empire byzantin), témoignent de la prospérité considérable de la société rurale du nord-est de la Russie des Xe au XIIIe siècle et de son implication dans le commerce. Même si la subsistance provenait principalement de l'agriculture, la principale source de surplus de produit et d'accumulation de richesse était apparemment le commerce des fourrures. Ceci est confirmé par les données archéologiques, puisque les os d'animaux à fourrure — castor , écureuil , martre — sont largement représentés dans les découvertes ostéologiques des établissements étudiés.et ainsi de suite. Ils représentent jusqu'à 62 % de toutes les découvertes ostéologiques.  Les trouvailles de pointes de flèches à percuteur émoussé, destinées à chasser les animaux à fourrure sans abîmer leur fourrure, sont très fréquentes. On peut cependant parler de différences dans le développement de la vie économique dans la région de Souzdal et dans les régions plus septentrionales. Dans l'Opolié, selon les données archéologiques, le commerce des fourrures perd de son importance à la fin du XIe siècle — début du XIIe siècle, tandis que dans la région de Belozersk, il peut être retracé encore plus longtemps.

## Populations autochtones
Avant l'arrivée des Slaves, les terres du nord-est de la Russie étaient habitées par diverses tribus finno-ougriennes, telles que les Mériens, les Mouromiens, les Mechtchériens, les Ves (ru), les Tchoudes de Zavolotchié (ru) et d'autres. De nombreux auteurs traitant des questions de colonisation slave de la Russie du Nord-Est ont noté la faible densité de la population autochtone finno-ougrienne lorsque ces terres ont été colonisées par les Slaves,. Les raisons du petit nombre de tribus locales incluent un niveau inférieur de culture sociale et matérielle, en particulier une agriculture à peine développée , tandis que les moyens de subsistance traditionnels étaient la chasse et la cueillette, la pêche et l'élevage de bétail. Les endroits où se concentrait la population autochtone étaient les rives des lacs et des rivières, tandis que de vastes étendues de terre situées en dehors du voisinage des plans d'eau étaient pratiquement désertes.
En revanche, la masse de la population slave est reconnue comme très nombreuse et active dès le XIIe siècle. Ainsi, malgré le caractère pacifique de la colonisation et l’absence de toute action militaire, on peut parler d’une prédominance numérique assez rapide des Slaves dans le nord-est de la Russie. Ceci est confirmé par des données archéologiques, selon les résultats desquelles les traditions finnos-ougriennes sont assez faiblement retracées dans la culture des établissements ruraux, ainsi que par les tumulus de l'interfluve Volga-Oka, un peu plus visibles dans la partie la plus septentrionale du territoire de Rostov-Souzdal. On suppose également que dans certains cas, il y a eu un exode de la population finno-ougrienne vers l'est.
L'examen des haplogroupes du chromosome Y, transmis de génération en génération par la lignée mâle pratiquement sans changements, montre que, par exemple, dans la région de Iaroslavl , « la similitude avec les populations finno-ougriennes, marquées par la sous-variante N3a4-Z1936 du L’haplogroupe N-M178, s'est réduite. Il existe une similitude génétique clairement exprimée à tous égards entre les populations de la région de la Haute-Volga, du centre et du sud de la Russie, ainsi que de l'Ukraine et de la Biélorussie, ce qui permet de supposer que les migrations des Slaves ont largement remplacé le patrimoine génétique finno-ougrien sur ce territoire. Ce n'est que dans le nord de la région avec un groupe de Mologans (la population de l'ancienne ville de Mologa) qu'il existe davantage de traces génétiques finno-ougriennes. Plus au nord, on constate une augmentation progressive de la composante finno-ougrienne dans la structure génétique de la population,.

## Rôle dans le discours politique
Le fait de l'existence de la population finno-ougrienne sur les terres du nord-est de la Russie avant l'arrivée des Slaves a été utilisé à différentes étapes de l'histoire par des publicistes individuels comme preuve de l'origine « non slave » du grand peuple russe. L'un des premiers à formuler l'idée de l'origine touranienne (ru) des « Moscovites » fut le Polonais François Duchiński, qui au XIXe siècle prônait la restauration de la république des Deux Nations à l'intérieur de ses anciennes frontières en tant qu'avant-poste de l'Europe contre l'« Influence asiatique ». Bien que ses thèses sur l'origine non slave des Russes aient été rejetées par la communauté scientifique, elles ont été reprises au XXe siècle par Dmytro Dontsov, théoricien et ayant eu une influence majeur sur le nationalisme ukrainien.